# Nissan de Mohamed Atta

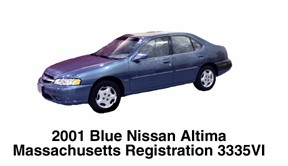
Fotografia del cotxe publicada per l'FBI

1N4DL01D81C212547 és el VIN d'un cotxe de lloguer blau Nissan Altima GXE del 2001. Pertany a Àlamo Rent a Car. Es va trobar a l'aparcament de l'Aeroport de Portland després dels atacs de l'11 de setembre del 2001. La matrícula és 3335 VI.
El cotxe va ser llogat per Mohamed Atta a Boston a les 18:08 del dia 9 de setembre del 2001.
Atta va indicar el seu número de telèfon com a 954-815-3004, un número també associat amb Fayez Banihammad. Va utilitzar la seva targeta Visa acabada en 7778 per pagar el lloguer.

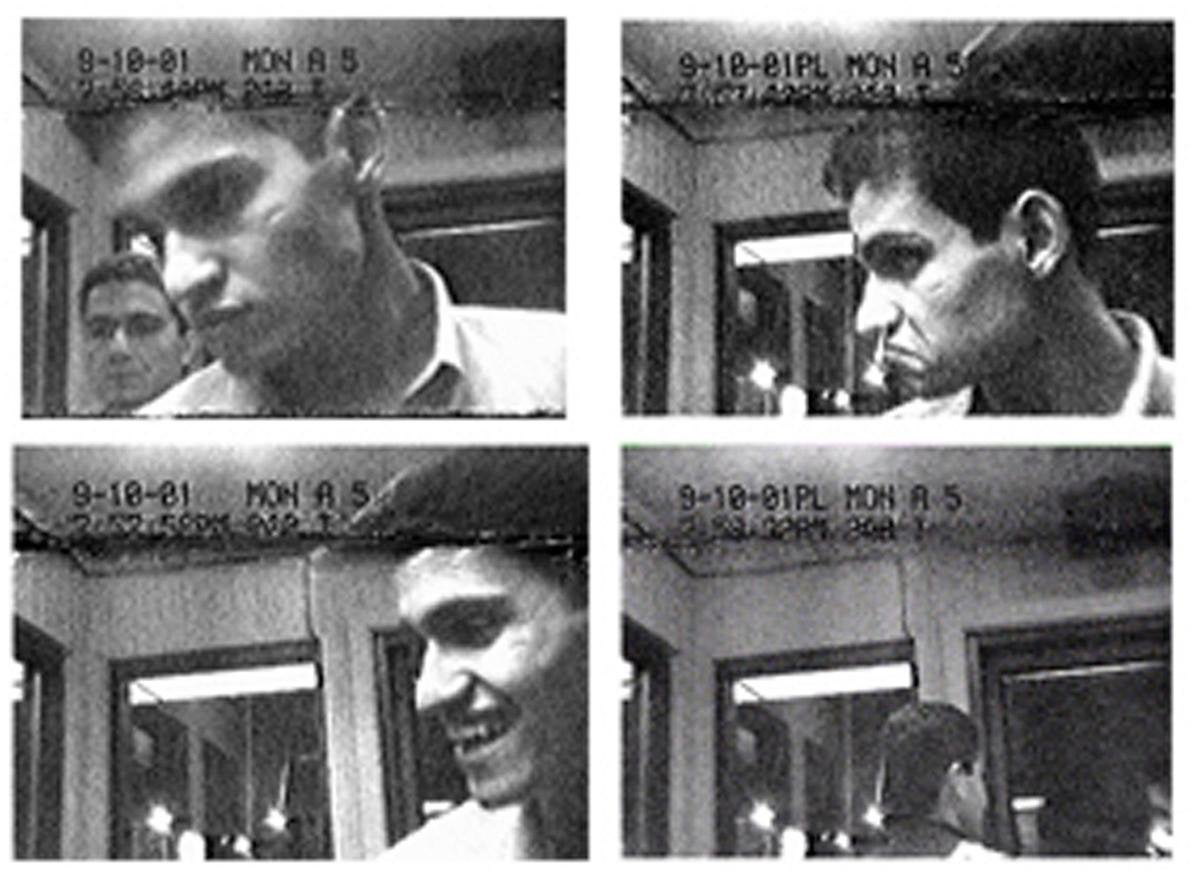
Atta i al-Omari fotografiats a un caixer automàtic (20:41 10/9/2001)

Es creu que Atta va utilitzar el cotxe per recollir a Abdulaziz al-Omari el 10 de setembre. Després van anar a Portland on van passar la nit a un Comfort Inn. Van dormir a l'habitació 223. El cotxe va ser fotografiat a un caixer automàtic a les 20:31 d'aquell mateix dia. Es trobava a 445 Gorham Road.
Segons els rebuts de l'aparcament de l'aeroport de Portland, Mohamed Atta i al-Omari van arribar a les 5:40 de l'11 setembre. El cotxe va ser aparcat a la primera planta. Atta i al-Omari van agafar el vol Colgan Air 5930 a les 6:20 cap a Boston.
A les 3:30 de matí del 12 de setembre el cotxe va ser inspeccionat pel FBI.

## Contingut del cotxe
- 4 catifes
- 3 mapes
- el contracte de lloguer
- paperassa
- paquet de Chips Ahoy!
- 3 mostres de cabell
- menjar
- un escuradents
- un rebut d'aparcament
- un paquet de Kleenex